# Eline Jansen
Eline Jansen (* 8. März 2002) ist eine niederländische Radrennfahrerin und Eisschnellläuferin.

## Sportlicher Werdegang
Jansen kam mit einem fehlgebildeten Hüftgelenk auf die Welt und die Ärzte prognostizierten ihr erst, dass sie nie werde laufen können. Sie sprach jedoch gut auf eine Operation an und galt mit zehn Jahren als geheilt. Sie betrieb erst Feldhockey und Eisschnelllauf, konzentrierte sich dann aber auf letzteres. Bei den niederländischen Meisterschaften kam sie zweimal unter die besten Zehn (2020 im Massenstart und 2023 über 5000 Meter).
Radsport betrieb Jansen zunächst als Grundlagentraining für den Eisschnelllauf. Mit der Zeit nahm sie auch diesen Sport ernster und nahm 2022 und 2023 mit verschiedenen Clubmannschaften, darunter der WV Schijndel, an internationalen Rennen teil. Bei der Watersley Womens Challenge kam sie 2023 auf den dritten Platz. Für 2024 wurde sie vom Profiteam VolkerWessels verpflichtet, so dass sie auch Rennen der WorldTour fahren konnte. In der Tour of Britain 2024 errang sie den sechsten Platz der Gesamtwertung und gewann die Nachwuchswertung. Auf der letzten Etappe der Tour de l’Ardèche holte sie im September 2024 ihren ersten Profisieg.

## Erfolge
2024
Nachwuchswertung Tour of Britain
eine Etappe Tour de l’Ardèche
2025
La Classique Morbihan